# Вила ди Бриано
Вѝла ди Бриа̀но (на италиански: Villa di Briano) е градче и община в Южна Италия, провинция Казерта, регион Кампания. Разположено е на 28 m надморска височина. Населението на общината е 6967 души (към 2013 г.).